# Kapverdenbussard
Der Kapverdenbussard, auch Kapverden-Bussard geschrieben, (Buteo bannermani) ist ein Greifvogel aus der Familie der Habichtartigen (Accipitridae).
Er wird mitunter als Unterart (Ssp.) des Mäusebussards (Buteo buteo) angesehen und dann als Buteo buteo bannermani bezeichnet.
Er ist endemisch auf Kap Verde.
Der Lebensraum umfasst die kapverdischen Inseln.
Der Artzusatz bezieht sich auf David Armitage Bannerman.

## Merkmale
Die Art ist etwa 48 cm groß, die Flügelspannweite beträgt 110 cm. Dieser Bussard ähnelt dem Mäusebussard, ist vielleicht etwas kleiner, zeigt weniger Variationen im Federkleid. Er ist deutlich rotbraun mit kräftiger Strichelung, das Flügelmuster hebt sich deutlich von den blasseren Handschwingen ab und hat einen breiteren schwarzen Flügelrand.
Die Art ist monotypisch.

## Stimme
Der Ruf ist bislang nicht beschrieben.

## Lebensweise
Die Brutzeit liegt zwischen Januar und April.

## Gefährdungssituation
Die Art ist nicht untersucht.